# Friendly Fires
Friendly Fires es un grupo inglés de indie rock originario de St Albans, Hertfordshire. Actualmente están bajo el sello XL Recordings. Su álbum de debut homónimo se lanzó el 1 de septiembre de 2008 y fue anunciado como uno de los 12 nominados de los Mercury Prize del año 2009.

## Historia
Friendly Fires se conocieron en St Albans School. Con 14 años formaron su primera banda, un grupo post-hardcore llamado First Day Back, que duró hasta que empezaron la universidad. Durante este tiempo, el cantante Ed Macfarlane lanzó su propio material (con su nombre) a través del sello de electrónica Skam y Precinct Recordings. Una vez hubieron abandonado la universidad, formaron un nuevo grupo inspirado por la música dance, "exuberantes melodías de estilo shoegaze", y clásicas composiciones pop. El nombre de Friendly Fires viene de la primera canción del EP de Section 25 llamada Always Now. La banda considera a la firma alemana de techno Kompakt, a Carl Craig y a Prince sus mayores influencias.
A finales del 2007 se convirtieron en el primer grupo musical sin sello que aparecía en el programa Transmission de Channel 4. Su sencillo "Paris" alcanzó el estatus de "Single de la semana" en el periódico The Guardian, en la revista NME y también en el programa de Zane Lowe de la BBC Radio 1. Han realizado giras por el Reino Unido, Europa, Japón, los EE. UU., Canadá, México, Sudamérica y Australia. En mayo del 2008 su canción "On Board" apareció en los anuncios estadounidenses de la Nintendo Wii Fit. "On Board" también apareció en el tráiler del videojuego Gran Turismo 5 de la consola PlayStation 3. Además, "White Diamonds" apareció en un episodio de la segunda temporada de la serie americana Gossip Girly "Jump in the Pool" fue el tema oficial de diversos partidos de fútbol de la temporada 2009/10, retransmitidos los sábados por la tarde. "In The Hospital" y "Lovesick" aparecen en el juego "Colin McRae: DiRT 2" de las plataformas PC/Xbox360/PS3. "Lovesick" también se utilizó en el programa Soccer AM.
El álbum recibió la categoría de doble oro en Reino Unido, mientras que el grupo fue nominado como Mejor Grupo Revelación de los premios The South Bank Show Awards y como ‘Mejores Llenapistas’ en los premios NME. Además, fueron los segundos en las apuestas de los premios NME del año 2009. El 21 de julio de 2009 los nominaron para el Mercury Music Prize, y el 19 de enero de 2010 los nominaron para dos premios Brit: Mejor Grupo Británico y Grupo Revelación Británico.
Friendly Fires han contribuido a la banda sonora del anuncio de 'Guilty', dirigido por Frank Miller, y que es un perfume femenino de Gucci. La canción es una versión de la canción 'Strangelove' de Depeche Mode.
El 27 de septiembre Friendly Fires lanzarán un CD de remixes a través del sello berlinés K7 records y los promotores londinenses Bugged Out!. Tiende en gran medida a las influencias disco, house, boogie y techno del grupo.

## Discografía

### EP
| Año  | Título         | Datos del álbum | Posicionamiento en listas | Posicionamiento en listas | Posicionamiento en listas | Posicionamiento en listas | Posicionamiento en listas | Posicionamiento en listas | Posicionamiento en listas | Certificaciones (en ventas) |
| Año  | Título         | Datos del álbum | UK                        | AUS                       | IRE                       | US                        | US Heat                   | US Indie                  | US Rock                   | Certificaciones (en ventas) |
| ---- | -------------- | --- | ------------------------- | ------------------------- | ------------------------- | ------------------------- | ------------------------- | ------------------------- | ------------------------- | --------------------------- |
| 2008 | Friendly Fires | - Lanzamiento: 1 de septiembre de 2008 - Relanzado: 31 de agosto de 2009 - Discográfica: XL Recordings - Formatos: CD, LP, Descarga digital | 21                        | 92                        | 50                        | —                         | —                         | —                         | —                         | - UK: Oro                   |
| 2011 | Pala           | - Lanzamiento: 17 de mayo de 2011 - Discográfica: XL Recordings - Formatos: CD, LP, Descarga digital                                        | 6                         | 19                        | 29                        | 152                       | 3                         | 22                        | 36                        |                             |
| 2019 | Inflorescent   | - Lanzamiento: 16 de agosto de 2019 - Discográfica: Polydor                                                                                 |                           |                           |                           |                           |                           |                           |                           |                             |

| Año  | Álbum                                                  | Lista de temas |
| ---- | ------------------------------------------------------ | --- |
| 2006 | Photobooth - Formatos: CD, LP, digital download        | 1. Photobooth - 7:08 2. It's Over Now - 4:12 3. Your Love - 4:45                                                         |
| 2007 | Cross The Line EP - Formatos: CD, LP, digital download | 1. Bring Out Your Dead - 2:12 2. On Board - 3:45 3. Strobe - 3:09                                                        |
| 2007 | The Remix EP - Formatos: CD, LP, digital download      | 1. On Board (Nightmoves Remix) - 8:33 2. Photobooth (Mock & Toof Mix) - 7:10 3. Bring Out Your Dead (Clark Remix) - 3:37 |

### Sencillos
| Año  | Título                         | Posiciones en la tabla | Posiciones en la tabla | Álbum                                                    |
| Año  | Título                         | UK                     | UK IND                 | Álbum                                                    |
| ---- | ------------------------------ | ---------------------- | ---------------------- | -------------------------------------------------------- |
| 2007 | "On Board"                     | —                      | —                      | Friendly Fires (+ Deluxe Edition)                        |
| 2007 | "Paris"                        | —                      | —                      | Friendly Fires (+ Deluxe Edition)                        |
| 2008 | "Jump in the Pool"             | 100                    | —                      | Friendly Fires (+ Deluxe Edition)                        |
| 2008 | "Paris" (reedición)            | —                      | —                      | Friendly Fires (+ Deluxe Edition)                        |
| 2008 | "Jump in the Pool" (reedición) | 57                     | 31                     | Friendly Fires (+ Deluxe Edition)                        |
| 2009 | "Skeleton Boy"                 | 48                     | —                      | Friendly Fires (+ Deluxe Edition)                        |
| 2009 | "Kiss of Life"                 | 30                     | 19                     | Friendly Fires (+ Deluxe Edition)                        |
| 2010 | "Hold On"                      | —                      | —                      | Friendly Fires vs. Holy Ghost! – Hold On / On Board (EP) |
| 2010 | "Stay Here" (con Azari & III)  | —                      | —                      | Suck My Deck                                             |
| 2011 | "Live Those Days Tonight"      | 80                     | 11                     | Pala                                                     |
| 2011 | "Hawaiian Air"                 | 92                     | 9                      | Pala                                                     |
| 2011 | "Hurting"                      | —                      | —                      | Pala                                                     |